# 林智子
林 智子（はやし ともこ、1968年11月 - ）は、日本の看護学者である。現在群馬大学医学部保健学科看護学専攻講師。専門は基礎看護学。名古屋市立大学看護学校1980年卒業、三重大学大学院教育学研究科教育心理学科2000年修了。

## 専門分野
基礎看護技術（コミュニケーション論）
- 基礎看護教育での共感の教え方

## 著書・論文

### 著書
- 『看護技術』（南江堂、2009年）

### 論文
- 『看護学生の共感に対する認識』（群馬保健学紀要第26巻、2006年）
- 『看護学生の共感に対する誤解－看護場面の共感に対する認識の分析』（第23回日本看護科学学会学術集会、2003年）
- 『クリティカル思考と日常思考－学生の介護過程のアセスメントの分析』（日本看護学教育学学会第13回学術集会、2003年）
- 『相手の立場に立つとは？』（日本看護学教育学会第14回学術集会、2004年）

等

### 所属学会
- 日本看護科学学会
- 日本看護学教育学会
- 日本発達心理学会
- 日本教育心理学会